# Železniško postajališče Polževo
Železniško postajališče Polževo je eno izmed železniških postajališč v Sloveniji, ki oskrbuje bližnje naselje Zgornja Draga.